# Solisorex pearsoni
Solisorex pearsoni é uma espécie de insetívoro da família Soricidae. Endêmico da região central do Sri Lanka. É a única espécie do gênero Solisorex.